# ملا سرتيب (بابويي)
ملا سرتیب (بالفارسية: ملاسرتیپ) هي قرية تقع في إيران في قسم بابويي الريفي. يقدر عدد سكانها بـ 94 نسمة بحسب إحصاء 2016.